# Академический мост
Академи́ческий мост (неофициальное название — Новый) — автодорожный мост через реку Ангару в Иркутске, соединяющий Октябрьский и Свердловский округа города. Строительство велось с 1999 по 2013 год — из-за недостатка финансирования сроки ввода в эксплуатацию неоднократно откладывались. На правом берегу Ангары имеет съезды на улицы Пискунова, 3-го Июля и Верхнюю набережную Ангары, на левом — на улицу Старокузьмихинскую и на объездную дорогу Первомайский — Университетский.

## Описание
Общая длина моста — 1615 м. Протяжённость сооружения вместе с прилегающими транспортными развязками — 4374 метра. Состоит из двух параллельных конструкций общей шириной 32,5 метра. Русловая часть моста перекрыта монолитными, предварительно-напряженными пролётами, устраиваемыми методом навесного бетонирования. Данный метод бетонирования применялся в России впервые. Опоры моста возведены из сборно-монолитного железобетона. Имеет по три полосы для автомобильного движения в каждую сторону, шириной по 10,5 метров, по краям которых расположены огороженные пешеходные тротуары шириной 1,5 м. Покрытие проезжей части моста из двухслойного асфальтобетона с общей толщиной 100 мм на дренажном слое. Также возведены две сложные двухуровневые автомобильные развязки, пешеходные лестницы и путепроводы.

## История строительства
В декабре 1995 года было принято постановление мэра Иркутска Б. А. Говорина о строительстве нового моста через Ангару. Генеральным проектировщиком назначен ИркутскГипродорНИИ. В сентябре 1998 года постановлением Правительства РФ предусматриваются субвенции из Федерального дорожного фонда на строительство моста. После проведения конкурсных торгов генеральным подрядчиком определён «Мостоотряд-125» из подмосковной Коломны, совместно с ОАО «Иркутскмостострой». Разработка технологии и СВСиУ (пролётные строения правобережной эстакады и русловая часть моста) поручена ОАО «Институт Гипростроймост».
В августе 1999 года начались непосредственные работы по возведению моста. К июню 2002 года были построены береговые опоры и начались подготовительные работы к строительству русловой части путепровода. В январе 2003 года началось бетонирование 105-метровых русловых пролётов, с помощью впервые применяемой в России системы уравновешенного навесного бетонирования, т. н. «птички» (названа так по характерной конструкции опалубки, напоминающей птицу, раскинувшую свои крылья над опорой). Из-за проблем с финансированием работы затягивались, возведение пролётной части моста было завершено только к 2007 году. 27 октября 2007 года был открыт первый пусковой комплекс моста для одностороннего движения с правого берега Ангары на левый. Параллельно велись работы по обустройству второй полосы движения, открытие которой планировалось к ноябрю 2008 года. Однако из-за финансовых неурядиц, проблем с расселением жителей из зоны строительства, не позволивших вовремя сдать развязки, открытие второй очереди неоднократно откладывалось. Двухстороннее движение было открыто только 10 декабря 2009 года. Работы по возведению развязок и путепроводов на обоих берегах (третьего и четвертого пусковых комплексов) продолжались с 2010 по 2013 год. Третий пусковой комплекс сдан в эксплуатацию в сентябре 2011 года. Включает в себя правобережные развязки по улице Седова до улицы Лебедева-Кумача, пешеходный путепровод и подземный переход на 4-й Советской ул..
30 ноября 2012 года открыто движение по основному ходу транспортной развязки Академического моста на правом берегу Ангары. В мае–июне 2013 года был уложен верхний слой асфальтобетона, устроены газоны и тротуарные дорожки. Таким образом, в 2013 году было полностью завершено строительство мостового перехода.
В 2011 году мост получил официальное имя — Академический. В обиходе также используются названия Новейший и Новый, что вносит определенную путаницу (Новым мостом традиционно называют Иннокентьевский мост, который расположен в девяти километрах ниже по течению той же реки Ангары). В народе даже распространена шутка по этому поводу, «что только в Иркутске есть мост, который новее Нового».

## Перспективы развития
Планируется изменение схемы движения общественного транспорта в Иркутске, с запуском по Академическому мосту как автобусных, так и троллейбусных маршрутов. При этом планируется использовать троллейбусы с запасом автономного хода (на аккумуляторах), чтобы сэкономить на устройстве контактной сети.
В отдалённой перспективе планируется расширение улицы Пискунова, на которую выходит основной съезд моста на правом берегу, и превращение её в многополосную магистраль вплоть до улицы Ширямова и международного аэропорта «Иркутск». Перспектива заложена в генеральном плане города, однако проект реконструкции не готов.